# Casa de Sousa
A Casa de Sousa (também por vezes com a grafia D' Sousa, Soussa ou Souza) foi uma muito antiga família nobre do Condado Portucalense e posteriormente do Reino de Portugal, fundada no século IX e que ostentou diversos títulos até a revoluçao do 5 de Outubro de 1910, que destituiu a monarquia e as instituções da nobreza. 
O linhagem da família de Sousa remonta ao tempo do Reino Visigótico,[carece de fontes?] e foi fundada como casa nobre pelo aristócrata D. Sueiro Belfauger no século IX, e continuiu em gerações seguidas até ao primeiro a utilizar o apelido, D. Egas Gomes de Sousa,[carece de fontes?] nascido em 1035 em Galizia, e que tomou o apelido das suas terras no rio Sousa, no norte de Portugal. D. Egas Gomes foi senhor e chefe da casa de Sousa, senhor de Novelas e Felgueiras, governador militar(imperator) da comarca de Entre Douro e Minho e valente batalhadord durante a reconquista de Portugal. Recebeu-se com Dona Châmoa Gomes, chamada Gontinha (ou Goncinha) Gonçalves, filha de D. Gonçalo Trastamires de Maia e de D. Mécia Rodrigues e terceira neta de Ramiro II de Leão. Deste matrimónio nasceram filhos que continuaram o apelido de Sousa. De Dona Inês Lourenço de Valadares ou Sousa, também descendente de D. Egas Gomes de Sousa pela mesma forma que Dona Maria Pais, de quem era prima coirmã, proveio pelo casamento com D. Martim Afonso, chamado "O Chichorro" pela sua estatura baixa, quem foi filho natural do rei D. Afonso III e de Madragana Ben Aloandro (depois chamada Mor Afonso, filha do último alcaide do período mouro de Faro, o moçárabe Aloandro Ben Bakr, um descendente do Rei Davi), o ramo dos Sousa conhecidos por Sousa Chichorros ou Sousas do Prado, por terem o senhorio desse lugar. 

## Heráldica

Armas dos Sousas do Prado (ou Chichorros).

A família Sousa, sendo uma das linhagens nobres mais antigas em Portugal, estende-se através de vários ramos, portantes de diversos brasões de armas. As armas ancestrais, ditas antigas na heráldica, dos Sousas, são "De vermelho, com uma caderna de crescentes de prata". Daqui partem três ramos da família, cada um descendente de um filho bastardo de D. Afonso III.

Armas dos Sousas de Arronches.

Os chamados Sousas do Prado, por terem a senhoria desse lugar, ou Sousas Chichorros, por serem provenientes de D. Martim Afonso, conomeado de O Chichorro, filho bastardo de D. Afonso III por Madragana Ben Aloandro, têm por armas "Esquartelado: o primeiro e o quarto de prata, com cinco escudetes de azul postos em cruz, cada escudete carregado de cinco besantes de prata, postos em aspa; o segundo e o terceiro de prata, com um leão de púrpura. De timbre, o leão do escudo".

Armas dos Sousas de Córdova.

Os chamados Sousa de Arronches, por daí serem marqueses desde 1674, são, por sua vez, provenientes de Diogo Afonso de Sousa, neto de D. Afonso III e filho do seu filho bastardo por Maria Perez de Enxara, Afonso Dinis. Têm por armas "Esquartelado: o primeiro e o quarto de prata, com cinco escudetes de azul, postos em cruz, cada escudete carregado de cinco besantes de prata, postos em aspa; bordadura de vermelho carregada de oito castelos de ouro, tendo um filete de negro, posto em barra, atravessante sobre tudo, salvo o escudete do centro; o segundo e o terceiro de vermelho, uma caderna de crescentes de prata. De timbre, um castelo de ouro". Antes desta versão das armas, consta que houve outra antes que utilizava no primeiro e quarto quartéis o campo de prata com as cinco quinas, o chamado Portugal antigo, tal como usado nas armas dos Sousas Chichorros.
Ainda outros, chamados Sousas de Córdova, provenientes de Pedro Afonso de Sousa, irmão de Diogo Afonso, têm por armas "Franchado: o primeiro e o quarto de vermelho, com um castelo de ouro; o segundo e o terceiro de prata, com cinco escudetes de azul, postos em cruz, cada escudete carregado de cinco besantes de prata, postos em aspa". Destas desconhece-se o timbre.

## Senhores da Casa de Sousa

### Casa de Sousa
- D. Sueiro Belfaguer (875-925), fundador dos Sousas[1]
- D. Hugo Soares Belfaguer (880-950)
- D. Ahufo Ahufes (925-?)
- D. Vizoi Vizois (950-?)
- D. Echega Guiçoi (985-1060)
- D. Gomes Echigues (1010-1102)
- D. Egas Gomes (1035 -?)
- D. Mem Viegas (1070 - 1130)
- D. Gonçalo Mendes I, O Bom (1120 – 25 de Março de 1190)
- D. Mendo Gonçalves I, O Sousão (1140 -1192), 1º conde de Sousa[2]
- D. Gonçalo Mendes II, (1170 – 25 de Abril de 1243)
- D. Mem Garcia (1200 - 1255), sobrinho do antecessor.
- D. Gonçalo Mendes III (1225– antes de 1286) (exilado em 1262)
- D. Estêvão Anes I (1240 - 1272)
- D. Gonçalo Garcia I (1215 - 1286)
- D. Constança Mendes (1245 - Santarém, 1298)

### Casa de Sousa do Prado (ouChichorro)
- D. Martim Afonso Chichorro (1250-1313), c.c. D.Inês Lourenço de Valadares, filha de Maria e sobrinha de Constança.
- D. Martim Afonso Chichorro II ou Martin Afonso de Sousa Chichorro (1280 -?)
- D. Vasco Martins de Sousa Chichorro (1320 - 1387)

### Casa de Sousa de Arronches
- D. Maria Pais Ribeira Portel de Sousa, 15ª senhora da Casa de Sousa (1285-1340)
- D. Álvaro Dias de Sousa, 16º senhor da Casa Sousa (1330-1365)
- D. Lopo Dias de Sousa, 17º senhor da Casa de Sousa, senhor de Mafra, Ericeira e Enxara dos Cavaleiros (1352-1435)
- Diogo Lopes de Sousa, 18º senhor da Casa de Sousa (1380-1451)
- Álvaro de Sousa, 19º senhor de Sousa, senhor de Miranda e alcaide-mór de Arronches (1410-1471)
- Diogo Lopes de Sousa 20º senhor de Sousa (1440-?)
- André de Sousa 21º senhor da Casa de Sousa (1465-?)
- Manuel de Sousa, 22º senhor da Casa de Sousa alcaide-mór de Arronches (1495-?)
- André de Sousa, 23º senhor da Casa de Sousa (1515-?)
- Manuel de Sousa, 24º senhor da Casa de Sousa (1525-?)
- Diogo Lopes de Sousa 25º senhor da Casa de Sousa que nela fora empossado por decreto do Cardeal-Rei, dada a extinção da linha primogénita desta antiquíssima família. Tio do seguinte
- Henrique de Sousa Tavares, 1º conde de Miranda e 26º senhor da Casa de Sousa, sobrinho do anterior (1550-1628)
- Diogo Lopes de Sousa, 2º conde de Miranda e 27º senhor da Casa de Sousa (1595-1649)
- Henrique de Sousa Tavares, 1º marquês de Arronches, 3º conde de Miranda e 28º senhor da Casa de Sousa (1626-1706)
- Mariana Luísa Francisca de Sousa Tavares Mascarenhas da Silva, 2ª marquesa de Arronches, 5ª condessa de Miranda e 29ª senhora da Casa de Sousa (1672-1743) neta do anterior
- D. João Carlos de Bragança, 2° duque de Lafões, 4° Marquês de Arronches, 8° conde de Miranda e 30° senhor da Casa de Sousa (1719-1806) neto da anterior
- D. Ana Maria de Bragança e Ligne de Sousa Tavares Mascarenhas da Silva, 3ª duquesa de Lafões, 5ª marquesa de Arronches, 9ª Condessa de Miranda 31ª senhora da Casa de Sousa (1797-1851)
- D. Maria Carlota de Bragança e Ligne de Sousa Tavares Mascarenhas da Silva, 6° marquesa de Arronches, 10ª condessa de Miranda e 32ª senhora da Casa de Sousa (1820-1865)
- D. Caetano Segismundo de Bragança e Ligne de Sousa Tavares Mascarenhas da Silva, 4° duque de Lafões, 7° marquês de Arronches 11° conde de Miranda e 33° senhor da Casa de Sousa (1856-1927)
- D. Afonso de Bragança, 5º duque de Lafões, 7° marquês de Arronches, 12° conde de Miranda e 34° senhor da Casa de Sousa (1893-1946)
- D. Lopo de Bragança, 6º duque de Lafões, 8° marquês de Arronches, 13° conde de Miranda e 35° senhor da Casa de Sousa (1921-2008)
- D. Afonso Caetano de Barros e Carvalhosa de Bragança, 7° duque de Lafões, 8° Marquês de Arronches, 14° conde de Miranda e 36° aenhor da Casa de Sousa (1956-2021)

## Genealogia dos primeiros Senhores da Casa de Sousa

Armas antigas dos Sousas.

- D. Soeiro Belfaguer(875-925), fundador da Casa, c.c. D. Menaia Ribeira[3]
  - D. Ahufo Soares Belfaguer (c.875-950), c.c. D. Omendola
    - D. Ahufo Ahufes (c.890?-c.950?), c.c. D. Teresa
      - D. Guiçoi Ahufes (c. 925?-depois de 950?) , c.c. ?
        - D. Guiçoi Guiçois  (ou Vizoi Vizois)(c.950-depois de 985?), c.c. D. Munia
          - D. Echega Guiçoi (de Sousa) (985-depois de 1010?) (ou Egica Vizois), c.c. D. Aragunta Gonçalves da Maia
            - D. Gomes Echigues (de Sousa) (Felgueiras, c.1010-c.1065), c.c. 1) D. Gontrode Moniz de Touro 2) D. Goldregodo Sandines
              - D. Egas Gomes de Sousa (c.1035-?), o primeiro a usar o apelido Sousa, c.c. D. Gontinha Gonçalves da Maia
                - D. Mem Viegas de Sousa (1070-1130), c.c. D. Teresa Fernandes de Marnel (1070-?)
                  - D. Gonçalo Mendes I de Sousa, O Bom (1120–1167), c.c. 1) D. Urraca Sanches de Celanova  2) D. Dórdia Viegas de Ribadouro  3) D. Sancha Álvares. Teve também uma relação extraconjugal com 4) D. Goldora Goldares.
                    - 1) D. Mem Gonçalves I de Sousa, O Sousão (?-1192), c.c. 1) D. Maria Rodrigues Veloso. Teve uma relação extraconjugal com uma senhora de nome desconhecido 2).
                      - 1) D. Gonçalo Mendes II de Sousa (?-25 de abril de 1243),[4] c.c. Teresa Soares de Ribadouro (?-depois de 25 de abril de 1243)
                        - D. Mem Gonçalves II de Sousa (?-antes de 25 de abril de 1243), c.c. Teresa Afonso Teles
                          - D. Maria Mendes I de Sousa, c.c. D. Martim Afonso de Leão

                        - D. Mor Gonçalves de Sousa, c.c. D. Afonso Lopes de Baião
                        - D. Maria Gonçalves de Sousa
                        - D. Sancha Gonçalves de Sousa (?-antes de 1270), freira

                      - 1) D. Guiomar Mendes de Sousa, c.c. D. João Pires da Maia (1180-?)
                      - 1) D. Garcia Mendes II de Sousa O de Eixo (1175–29 de abril de 1239)), c.c. D. Elvira Gonçalves de Toronho (1180-16 de janeiro de 1245)
                        - D. Mem Garcia de Sousa (?-1255), c.c. D. Teresa Anes de Lima (?-1275)
                          - D. Gonçalo Mendes III de Sousa (?-antes de 1286), exilado
                          - D. João Mendes de Sousa
                          - D. Maria Mendes II de Sousa, c.c. D. Lourenço Soares de Valadares - Casa de Sousa-Prado
                          - D. Constança Mendes de Sousa (1245 - Santarém, 1298), c.c. D. Pero Anes de Portel - Casa de Sousa-Arronches
                          - D. Teresa Mendes de Sousa (1220-1292), freira no Mosteiro do Lorvão

                        - D. Gonçalo Garcia I de Sousa (1215-entre 12 de abril de 1285 e 11 de março de 1286), c.c. (1273, Santarém) D. Leonor Afonso de Portugal (1215-1259)
                          - D. João Gonçalves de Sousa (1250-depois de 1293), bastardo, de esposas ou barregãs desconhecidas, concebeu os seguintes filhos[4]:
                            - D. Gonçalo Garcia II de Sousa (?-depois de 1324), de esposa ou barregã desconhecida, concebeu:
                              - D. Guiomar Gonçalves de Sousa

                            - D. Álvaro Garcia de Sousa
                            - D. Constança Garcia de Sousa (?-depois de 1320), monja

                        - D. João Garcia de Sousa, O Pinto (1220-junho de 1254), c.c. D. Urraca Fernandes II de Lumiares
                          - D. Estêvão Anes de Sousa (1240-?), c.c. D. Leonor Afonso de Portugal (1215-1259)
                          - D. Aldara Anes de Sousa, c.c. Gomes Gonçalves Girão
                          - D. Elvira Anes de Sousa, c.c. 1) D. Guterre Soares de Meneses O Mocho, 2) Soeiro Gonçalves Pinto
                          - D. Sancha Anes de Sousa
                          - D. Maria Anes de Sousa

                        - D. Fernão Garcia de Sousa, O Esgaravunha, c.c. D. Urraca Abril de Lumiares
                        - D. Pedro Garcia de Sousa, O Albuía (?-antes de 1236)
                        - D. Maria Garcia de Sousa, barregã de D. Gil Sanches de Portugal
                        - D. Sancho Garcia de Sousa, não casou, mas de barregã desconhecida teve:
                          - D. Fernão Sanches de Sousa

                      - 1) D. Vasco Mendes de Sousa (?-10 de março de 1242), de uma relação extraconjugal teve:
                        - D. Rui Vasques de Sousa, c.c. ?
                          - D. Maria Rodrigues de Sousa, c.c. D. Estêvão Rodrigues da Fonseca

                      - 1) D. Rodrigo Mendes de Sousa, não casou, mas de uma barregã, Maria Viegas de Regalados, teve:
                        - D. Garcia Rodrigues de Sousa, O de Arguixo

                      - 1) D. Urraca Mendes de Sousa, c.c. D. Nuno Peres de Gusmão O Bom (?-depois de 1212)
                      - 1) D. Henrique Mendes de Sousa
                      - 2) D. Martim Mendes de Sousa, bastardo, c.c. ? - Sousa-Moela

                    - 2) D. Teresa Gonçalves de Sousa, c.c. D. Vasco Fernandes de Soverosa
                    - 2) D. Elvira Gonçalves de Sousa, c.c. Soeiro Mendes de Tougues O Facha.
                    - 4) D. Fernando Gonçalves de Sousa, bastardo, c.c. Teresa Pires
                    - 4) D. Marinha Gonçalves de Sousa, bastarda, c.c. D. Martim Pires de Aguiar

                  - D. Soeiro Mendes I de Sousa (antes de 1119-depois de 1137) O Gordo c.c. ?
                    - D. Maria Soares de Sousa, c.c. 1) Egas Duer 2) D. João Fernandes I de Riba de Vizela

                  - D. Garcia Mendes I de Sousa (antes de 1125-depois de 1141)
                  - D. Ouroana[3] ou Gontinha[4] Mendes de Sousa , c.c. D. Mem Moniz de Ribadouro
                  - D. Châmoa Mendes de Sousa, c.c. D. Gomes Mendes Guedeão
                  - D. Urraca Mendes de Sousa, c.c. D. Egas Fafes de Lanhoso
                  - D. Mor Mendes de Sousa[5] (f.23 de outubro de 1208)[6]

                - D. Gomes Viegas de Sousa
                - D. Paio Viegas de Sousa

              - D. Sancha Gomes de Sousa (c.1035-?), c.c. D. Nuno Sanches de Celanova

            - D. Ordonho Echegues de Sousa

        - Santa Senhorinha de Bastos (Senhorinha Ahufes) (c. 925 - Vieira do Minho, 22 de abril de 982).

### Linhagem Sousa-Moela
- D. Martim Mendes Moela, c.c. ?
  - D. Afonso Martins Moela, c.c. D. Teresa Esteves Alvelo
    - D. Mafalda Afonso Moela, c.c. D. Rui Pires Alvelo
    - D. Martim Afonso Moela, c.c. D. Maria Pais de Molnes
    - D. ? Afonso Moela O Barba Leda